# Jules Melquiond
Jules Melquiond, né le 19 août 1941, est un skieur alpin français originaire de Serre Chevalier.
Il fit partie de la très grande génération de skieurs français des années 1960, reconnus à l'international. Il est le père de Benjamin Melquiond, champion du monde junior de Super G en 1994.

## Coupe du monde de ski alpin
- Meilleur résultat au classement général : 10e en 1967
- Meilleurs résultats en slalom : 
  - 2e Berchtesgaden
  - 3e Wengen
  - 4e Madonna di Campiglio[2]
  - 6e Franconia

## Championnats de France de ski alpin
- Champion de France de Descente en 1965